# Spiczyn
Spiczyn is een dorp in het Poolse woiwodschap Lublin, in het district Łęczyński. De plaats maakt deel uit van de gemeente Spiczyn.